# Szczonowo
Szczonowo (biał. Шчонава, Szczonawa; ros. Щёново, Szczonowo) – wieś na Białorusi, w obwodzie grodzieńskim, w rejonie korelickim, w sielsowiecie Rajca.

## Historia
W dwudziestoleciu międzywojennym wieś i folwark leżące w Polsce, w województwie nowogródzkim, w powiecie nowogródzkim, w gminie Rajce. W 1921 wieś liczyła 196 mieszkańców, zamieszkałych w 43 budynkach, wyłącznie Białorusinów. 195 mieszkańców było wyznania prawosławnego i 1 rzymskokatolickiego. Folwark liczył zaś 15 mieszkańców, zamieszkałych w 2 budynkach, w tym 11 Białorusinów i 4 Żydów. 9 mieszkańców było wyznania prawosławnego, 4 mojżeszowego i 2 rzymskokatolickiego.
Po II wojnie światowej w granicach Związku Sowieckiego. Od 1991 w niepodległej Białorusi.